# Gabriel Massé
Pour les articles homonymes, voir Massé.
Gabriel Massé, né à Poitiers le 12 mai 1807  et mort le 11 octobre 1881 dans le 8e arrondissement de Paris, est un avocat et magistrat français.

## Biographie
Avocat, puis magistrat, il est conseiller à la Cour de cassation en 1868 et président de chambre en 1880. 
Il est l'un des rédacteurs du Recueil général des lois et des arrêts fondé par Jean-Baptiste Sirey. 
Il est élu membre de l'Académie des sciences morales et politiques en 1874 et fait commandeur de la Légion d'honneur en 1881.

## Ouvrages
- Dictionnaire du contentieux commercial, ou résumé de législation, de doctrine et de jurisprudence en matière de commerce, suivi du texte annoté du Code de commerce, avec la nouvelle loi des faillites, et de la loi sur la contrainte par corps (1839). En collaboration avec Jean-Esprit-Marie-Pierre Lemoine de Villeneuve.
- Le Droit commercial dans ses rapports avec le droit des gens et le droit civil (5 volumes, 1844)
- Le Droit civil français, par K. S. Zachariae, traduit de l'allemand sur la 5e édition, annoté et rétabli suivant l'ordre du Code Napoléon (5 volumes, 1854-1860). En collaboration avec Charles-Henri Vergé.